# Cophura ameles
Cophura ameles là một loài ruồi trong họ Asilidae. Cophura ameles được Pritchard miêu tả năm 1943. Loài này phân bố ở vùng Tân Bắc giới.